# حیات چیست؟
حیات چیست؟ کتابی است علمی که بر مبنای سلسله سخنرانی‌های فیزیک‌پیشه اروین شرودینگر در شهر دوبلین نوشته شده‌است.
این کتاب بعدها مقدمه‌ای برای رابرت روزن زیست‌شناس و فیلسوف شد تا کتاب خود زندگی را بنویسد.
از نظر علم زیست‌شناسی امروز اختلاف بین بلورها (که فاقد حیات محسوب می‌شوند) و مولکولهای زنده فقط در حفظ اشکالات وعیوب و انتقال آن به نسل بعدی است.
مولکول زنده (که رکن اساسی کل حیات، شناخته شده‌است) با گرفتن اتم‌ها یا مولکول‌هایی از محیط (مصرف و غذا) طرح خاصی را ایجاد می‌کند (تولید مثل) واگر به دلایل محیطی تغییری در طرح ایجاد کردد آن تغییر و نقص را در طرح‌های بعدی حفظ می‌کند ( انتقال تغییر) .
در حالی که بلورها نیز با اخذ اتم‌ها از محیط (غذا) طرح خاصی را ایجاد میکنند (تولید مثل) واگر به دلایل محیطی تغییری در طرح ایجاد گردد أن تغییر و نقص را در طرح‌های بعدی ندیده میگیرد و به نسل بعدی منتقل نمی‌کند.
حیات چیست ؟ آنچه در ظاهر به نظر می‌رسد میل شدید به بقا و حفظ و تولید نقایص است. تلاشی وقفه ناپذیر بر ایجاد طرح‌های جدید است . آیا تصادفی است؟ ظاهراً" خیر چون بهترین طرح‌ها را انتخاب می‌کند (انتخاب اصلح).
این نیروی عظیم در کجاست ؟چگونه ایجاد میشود؟ چگونه بقا مییابد؟ چرا وجود دارد؟
ظاهراً" این نیرو در داخل ماده است و شاید نیز در طرح تولید شده باشد. یعنی طرح اولیه بهر طریق ایجاد می‌شود و سپس همان طرح میل به بقا و تکامل دارد لذا تغییر یافته و پیچیده میگردد. واین سرآغاز راه است. سرآغاز تولید و ایجاد نیرویی عظیم و پرقدرت که قدرت و عظمت آن ناشی از دانش و شعور بالای آن است. چون همانگونه که میدانیم حیات خود به وجود آورنده و مصرف‌کننده دانش و آگاهی است.
پس با این تفسیر هرکجا پیجیدگی است حیات آنجاست و از بین نمی‌رود و سعی در حفظ و بقای خود دارد.
بله نیروی حیات با استفاده از ابزارهای طرح، تولید، کار و مرگ به بقای ابدی خود و گسترش آگاهی خویش در مرزهای بیکران پیجیدگی عالم ادامه میدهد. و ظاهراً" چون پیچیدگی خود مولود حیات است و خود نفس حیات است، بس در جهت بقای ابدی خوددر تلاش است.